# La cala encantada
La cala encantada és una pintura a l'oli sobre tela de 157 × 205 cm de Joaquim Mir i Trinxet i dipositat al Museu de Montserrat, la qual fou pintat l'any 1903.

## Context històric i artístic
Joaquim Mir, nascut el 1873, representa en la pintura de paisatge una personalitat tan excepcional com la de Nonell en la figura, però, a diferència d'aquest, i malgrat la seua importància, no ha arribat a ésser un mite perquè va morir vell (1940) i reconegut oficialment. Inicià també la seua activitat pictòrica amb la visió negra dels marginats, palesa en la famosa pintura La catedral dels pobres (1899), d'un naturalisme desesperat. Però el 1900, davant el color lluminós de Mallorca, va entrar en una nova etapa de colorisme decoratiu i simbòlic, interessat pels paisatges encesos i flamejants, que es prolongà fins al 1904 en un crescendo de solitud i exaltació. Aquest any, arran d'una insolació i d'una greu caiguda al torrent de Pareis de Mallorca, fou traslladat a Reus i internat a l'Institut Mental Pere Mata, on restà gairebé dos anys. Un cop donat d'alta, s'instal·là amb la seua mare i la seua germana al poblet de l'Aleixar, prop de Reus, on inicià una nova etapa en què feu de la taca de color l'essència d'una pintura de paisatge quasi abstracta formada per ovals verticals d'intensa llum acolorida. Aquestes obres de l'Aleixar, posteriors al seu trastorn mental, són considerades el millor de la seua producció, que, per les seues circumstàncies, recorda la de Vincent van Gogh. Mir no va ésser un pintor de París, com la majoria dels seus companys, sinó de Madrid, on exposà moltes vegades i obtingué diversos premis.

## Descripció
Pintà tres versions de La cala encantada, la segona de les quals causà gran impressió en ésser exposada a la Sala Parés. Mir descobrí aquest indret màgic durant la seua estada a Deià el 1901, i l'interpretà com una visió en què les fantàstiques roques de formes que recorden éssers vius i els remolins escumosos de l'aigua emfasitzen l'aparença d'un món gairebé irreal.